# Amarat United FC
Amarat United Football Club w skrócie Amarat United FC – południowosudański klub piłkarski z siedzibą w Dżubie, występujący w pierwszej lidze południowosudańskiej.

## Sukcesy
- Puchar Sudanu Południowego[1]:
  - zwycięstwo (1): 2019.

## Występy w afrykańskich pucharach
| Sezon     | Rozgrywki           | Runda   | Kraj    | Klub            | Dom | Wyjazd | Dwumecz |
| --------- | ------------------- | ------- | ------- | --------------- | --- | ------ | ------- |
| 2019/2020 | Puchar Konfederacji | wstępna | Tunezja | US Ben Guerdane | 0–0 | 1–5    | 1–5     |

## Stadion
Domowe mecze klub rozgrywa na stadionie o nazwie Juba Stadium w Dżubie, który może pomieścić 12000 widzów.